# Чокаман (муниципалитет)
Чокаман (исп. Chocamán) — муниципалитет в Мексике, штат Веракрус, расположен в Горном регионе. Административный центр — город Чокаман.